# Tony Sheridan
Tony Sheridan, eg. Andrew Esmond Sheridan McGinnity, född 21 maj 1940 i Norwich i Norfolk, död 16 februari 2013 i Hamburg i Tyskland, var en brittisk rockmusiker.
Sheridan har kommit att bli mest känd för de inspelningar han gjorde med The Beatles som kompband 1961 och 1962. På skivorna stod det dock ursprungligen inte The Beatles utan The Beat Brothers. Detta namn användes även i de fall andra grupper ackompanjerade honom. Ett album med Tony Sheridans och The Beatles inspelningar gavs ut 1964, The Beatles with Tony Sheridan & Guests.
Tony Sheridan var den förste som spelade elgitarr i brittisk TV på 1950-talet och han var en återkommande gäst i programmet Oh Boy!.

## Diskografi (urval)
Album
- 1962 – My Bonnie (som "Tony Sheridan and the Beat Brothers")
- 1964 – The Beatles' First (som "The Beatles featuring Tony Sheridan")
- 1978 – Worlds Apart (som "Tony Sheridan & the Elvis Presley Band")
- 1984 – Novus
- 1987 – Dawn Colours
- 1996 – Live and Dangerous
- 2002 – Vagabond

EPs
- 1962 – Mister Twist
- 1962 – Ya Ya

Singlar
- 1961 – "My Bonnie" / "(When) The Saints"
- 1964 – "Jambalaya" / "Will You Still Love Me Tomorrow"
- 1965 – "Shake It Some More" / "La Bamba" (som "Tony Sheridan & The Big Six")
- 1965 – "Vive L'Amour" / "Hey-Ba-Ba-Re-Bop" (som "Tony Sheridan & The Big Six")
- 1966 – "Jailhouse Rock" / "Skinny Minny" (som "Tony Sheridan & The Big Six")
- 1966 – "The Creep" / "Just You And Me"
- 1967 – "Ich Will Bei Dir Bleiben" / "Ich Lass Dich Nie Wieder Geh'n"
- 1972 – "I Believe In Love" / "Monday Morning" (som "Carole & Tony")
- 1975 – "If She'd Have Stayed" / "Lonely"